# Kazjaryna Paplauskaja
Kazjaryna Wiktarauna Paplauskaja (belarussisch Кацярына Віктараўна Паплаўская; international englisch Katsiaryna Paplauskaya; * 7. Mai 1987) ist eine belarussische Leichtathletin, die sich auf den 100-Meter-Hürdenlauf spezialisiert hat.
Paplauskaja errang bei den Leichtathletik-Europameisterschaften 2012 im finnischen Helsinki die Silbermedaille im 100-Meter-Hürdenlauf, als sie sich mit einer Zieleinlaufzeit von 12,97 s zwischen ihrer erstplatzierten Landsfrau Alina Talaj (12,91 s) und der Dritten Beate Schrott aus Österreich (12,98 s) positionieren konnte.
2008 und 2011 wurde Paplauskaja belarussische Meisterin über 100 Meter Hürden sowie 2009 Hallenmeisterin über 60 Meter Hürden.